# Iminiumion
Iminiumionen, auch Iminiumkationen, sind mesomeriestabilisierte organische Kationen mit einer Bindung zwischen einem Stickstoffatom und einem Kohlenstoffatom.

Mesomere Grenzstruktur eines Iminiumions, R steht für ein Wasserstoffatom, einen organischen Rest oder einen anderen Rest (z. B. Alkoxygruppe), wobei die Reste gleich oder verschieden sein können.

## Reaktionen, bei denen Iminiumionen als Intermediate entstehen (Auswahl)
- Beckmann-Umlagerung
- Duff-Reaktion
- Fragmentierung ionisierter Amine über eine α-Spaltung im Massenspektrometer[1]
- Leuckart-Wallach-Reaktion
- Mannich-Reaktion
- Pinner-Reaktion
- Pictet-Spengler-Reaktion
- Ugi-Reaktion
- Vilsmeier-Haack-Reaktion

## Herstellung und Vorkommen
Iminiumionen entstehen  als Intermediat z. B. bei der Dehydratisierung von Halbaminalen. Häufig spricht man auch von einem „protonierten Imin“, wenn man über ein Iminiumion spricht. Diese Bezeichnung kommt daher, dass Imine durch Protonierung zum Iminiumion werden.
Das Iminiumion unterliegt einer Mesomerie, was dessen Reaktivität beeinflusst. Eine mesomere Grenzform ist dann ein Carbenium-Ion.
Chloridsalze N-acylierter Iminiumionen  entstehen bei der Umsetzung von Iminen mit Carbonsäurechloriden.

Mesomeriestabilisierte Grenzstrukturen: Iminiumion (links) und Carbeniumion. R steht für ein Wasserstoffatom, einen organischen Rest oder einen anderen Rest (z. B. Alkoxygruppe), wobei die Reste gleich oder verschieden sein können.

## Beispiele
Da das Iminiumion sehr verschiedene Formen haben kann, sollen hier nun einige Beispiele gegeben werden um die Vielfalt der Möglichkeiten zu verdeutlichen.

Chlor-Iminiumion-Intermediat in der Vilsmeier-Haack-Reaktion
Iminiumion-Intermediat in der Pictet-Spengler-Reaktion
Iminiumion-Intermediat bei der Mannich-Reaktion
Iminumchloridsalz, auch Pinner-Salz genannt, wie es bei der Pinner-Reaktion entsteht